# 颱風尼伯特 (2016年)
颱風尼伯特（英語：Typhoon Nepartak，國際編號：1601，聯合颱風警報中心：WP022016，菲律賓大氣地球物理和天文服務管理局：Butchoy）為2016年太平洋颱風季第1個被命名的風暴。「尼伯特」一名是由密克罗尼西亚提供，是科斯雷著名的戰士。
尼伯特在2016年7月2日才生成、翌晨獲得命名，是自1998年熱帶風暴妮蔻兒以來，該區域最晚出現的全年首個獲命名熱帶氣旋。寂靜大半年的西北太平洋積聚極大能量，讓尼伯特不斷吸收，從而導致其強度爆發，終使這個西北太平洋年內首個獲命名風暴一躍成為該年第1個同時達到日本氣象廳颱風分級之「猛烈的」程度、韓國氣象廳、中國國家氣象中心及香港天文台之「超強颱風」、臺灣中央氣象局之「強烈颱風」和聯合颱風警報中心之「超級颱風」強度的熱帶氣旋，屬最少近60年以來最強全年首個獲命名風暴。尼伯特以接近頂峰強度登陸臺灣，是自上年的颱風杜鵑後，台灣首次連續2年遭受「強烈颱風」級別之熱帶氣旋橫掃；此外尼伯特也刷新上年颱風蘇迪羅的紀錄，成為中國福建省經濟損失最嚴重的風災，但此紀錄維持僅2個半月就遭颱風莫蘭蒂打破。

## 發展過程

### 生成初段環流巨大
雖然1950年以來最強勁和持久的厄爾尼諾現象終於告一段落，但是2016年上半年西北太平洋熱帶氣旋活動淡靜，甚至完全沒有獲命名的風暴出現，較矚目的僅有5月末南海熱帶低氣壓。踏入下半年，一個低壓區於7月1日在關島南方海域生成，美國海軍研究實驗室在上午11時給予熱帶擾動編號99W。由於沉寂多時後的西北太平洋積存龐大能量、水溫甚高，加上該低壓區所在環境優良，垂直風切變偏低、低層輻合和高空輻散良好，因此數值預報模式對該系統的發展一致看好，預期該系統的增強空間明顯較大。聯合颱風警報中心於翌日（7月2日）凌晨1時對該系統在24小時內形成為熱帶氣旋的機會跳過評級「低」，直接評為「中」，且在下午2時把該評級升為「高」，並對其發佈熱帶氣旋形成警報。此外日本氣象廳與臺灣中央氣象局在早上8時同步把該系統升格為熱帶低氣壓，日本氣象廳更在半日後，於當晚8時對其發佈烈風警報，表示它在隨後一日內有機會加強為熱帶風暴。
該系統生成後環流廣闊，外圍雨帶一直向外延伸，但無阻它的強度穩步上揚。日本氣象廳在7月3日上午9時把該系統正式升格為熱帶風暴，給予國際編號1601，並命名為「尼伯特」；中國國家氣象中心至上午10時跟隨升格，臺灣中央氣象局同時把尼伯特升格為輕度颱風。而聯合颱風警報中心亦隨即把尼伯特升格為熱帶低氣壓，給予編號02W。經過生成初期的緩慢打轉，隨著盤據於北太平洋上空的副熱帶高壓脊加強並向西伸展，其南側偏東引導氣流帶領尼伯特在7月4日以時速25公里向西北推進，並吸收太平洋海域蘊含的龐大能量，迅速而顯著加強。日本氣象廳在晚上9時率先把尼伯特升為強烈熱帶風暴；而尼伯特在當晚9時45分進入香港天文台責任範圍時，該部門同樣把尼伯特評為強烈熱帶風暴。各大數值預報均預期尼伯特在初時會穩地及高速向西北移動，但對於3日後副熱帶高壓脊的強度變化則有分歧，導致尼伯特屆時的路徑存有變數，當中雖以近距離甚或直接掠過北臺灣後轉向偏北為主流，官方氣象部門也跟隨此預測；但亦有提前採取較北路徑、在臺灣以東較遠海域拐彎的預測，以及不轉向、維持偏西路徑直入南海東北部的預報。

### 爆發增強直撲臺灣
由於副熱帶高壓脊處於強勢，控制整個西北太平洋，尼伯特在7月5日採取西北偏西移動路徑，向臺灣長驅直進，並加速至每小時28至32公里；同時在水面超過攝氏30度的炎熱海水源源不絕地供應能量的情況下，尼伯特強度持續上升，強烈而深厚的對流雲帶緊纏低層環流中心，組成一個較小和緊密的中心密集雲團之餘，亦開始發展出「雲捲風眼」。臺灣中央氣象局在早上8時把尼伯特升為中度颱風，中國國家氣象中心、日本氣象廳和香港天文台亦先後在早上8時20分、50分和上午9時45分把尼伯特升級為颱風。因應尼伯特在午後維持急劇增強之勢，及打開稱為「針眼」的細小風眼，中國國家氣象中心在下午5時25分把尼伯特升為強颱風，更在短短3小時內，於晚上8時20分把尼伯特進一步升為超強颱風；香港天文台也緊接在晚上9時45分把尼伯特升格為強颱風。而副熱帶高壓脊比預期強，令尼伯特採取較為偏西的路徑，亦促使各官方部門把預測路徑向南調整，近乎全數預計尼伯特橫過臺灣本島，分別只在其登陸位置究竟是在臺東縣、花蓮縣抑或宜蘭縣。

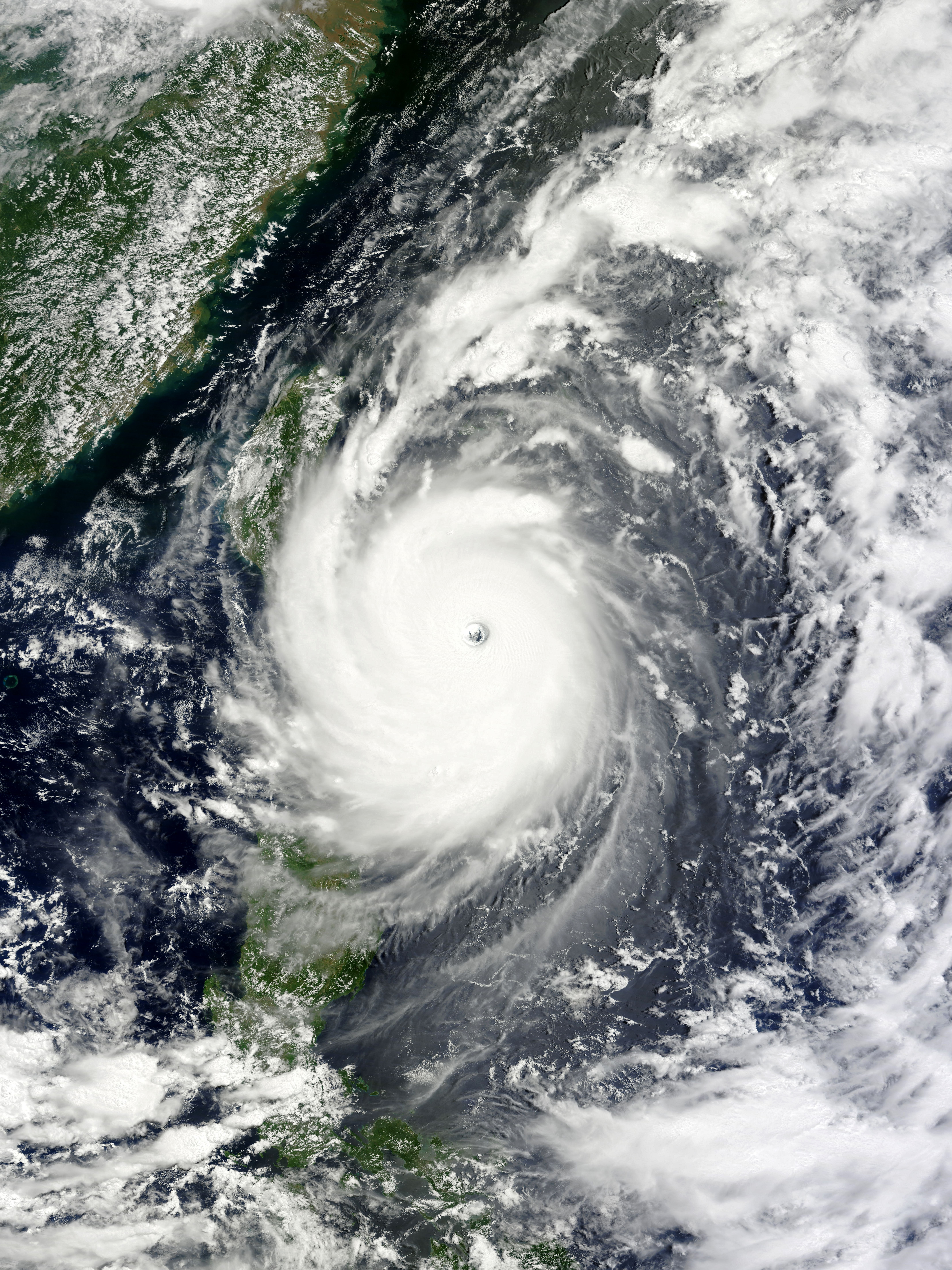
尼伯特在7月7日逼近台灣，此時的尼伯特完成眼牆置換，呈現出一個較之前大的風眼。

尼伯特在7月6日維持其西北偏西路線，直指東臺灣，且仍在爆發增強，臺灣中央氣象局和聯合颱風警報中心在凌晨2時分別把尼伯特升格為強烈颱風和超級颱風；香港天文台緊隨其後，在凌晨3時45分把尼伯特升為超強颱風，與上一次升格相距只有6小時。當日日間尼伯特達到強度巔峰，所有官方氣象部門皆評估尼伯特的接近中心最高持續風速達每小時200公里或以上，其「針眼」和渾圓的中心密集雲團在衞星雲圖上清晰可見；入夜後尼伯特有跡象出現「雙重眼壁」導致強度稍微回落，風眼亦曾經變為模糊不清的「雲塞風眼」，但這次眼壁更替過程只用了一晚便完成，翌晨尼伯特清空風眼後，一個比之前大的風眼顯現在衞星雲圖上，眼壁仍然紮實。尼伯特移至引導氣流相對較弱的副熱帶高壓脊西南側後減速到每小時16至20公里，移動方向亦有短期波動，可是仍以西北偏西為主，即將橫掃臺灣花東地區。
臺灣大學海洋研究所在6月下旬在鵝鑾鼻以東約175公里以及東南面約375公里的海域放置兩座第二代NTU浮標，並分別命名為NTU1和NTU2站，浮標甫下海一週即遇上尼伯特，研究所把浮標錄得的實測資料傳送予臺灣中央氣象局。7月6日尼伯特的颶風範圍逼近東面的NTU1浮標，當風眼從NTU1北方擦過時，浮標錄得最低氣壓940百帕斯卡、最高風速約41每秒（150每小時），海面水溫也因強烈的對流，從攝氏31度下降至28度；數小時後，風眼從NTU2浮標南面約7公里掠過，NTU2記錄到最高風速約44每秒（160每小時），氣壓低見至911.5百帕斯卡，強風引致海洋上層150米厚的海水上翻。

### 滯留海峽再襲福建

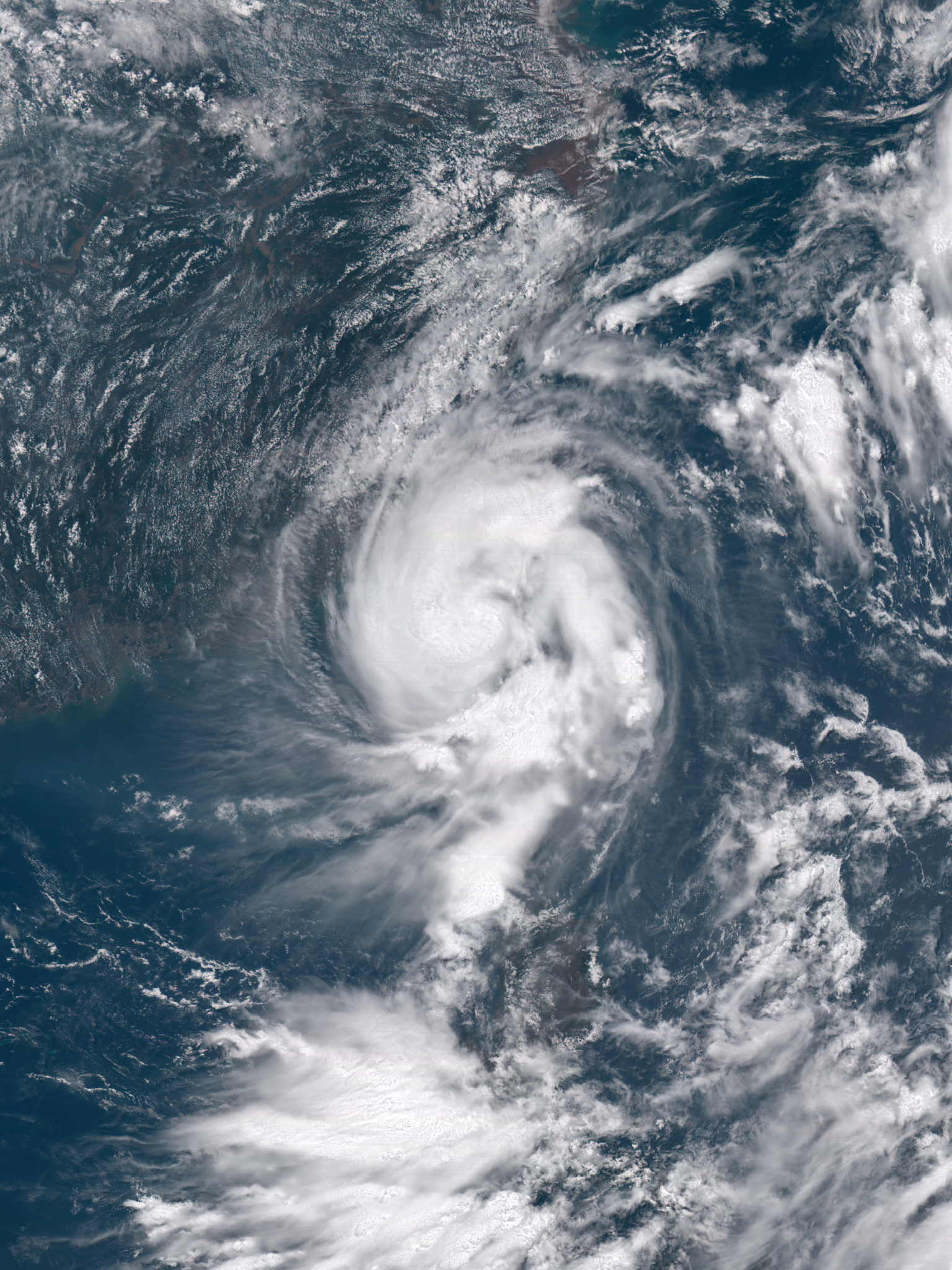
尼伯特在7月8日橫過台灣後，結構受到破壞而迅速減弱。

經過不斷出現短期波動的一日後，尼伯特在7月8日恢復穩定向臺東縣步步進逼。臺灣中央氣象局表示，尼伯特在凌晨5時50分登陸臺東縣太麻里鄉。從臺灣中央氣象局雷達圖所見，受地形影響，尼伯特一度改向偏西南推進，以「自由過山」形式從南面繞過中央山脈，同時其風眼旋即被填塞，北面對流嚴重受損，東面環流亦無法翻越中央山脈，但西南面較旺盛的對流仍完好無缺，為南臺灣帶來惡劣天氣。中國國家氣象中心和香港天文台分別在早上8時10分和上午9時正把尼伯特降級為強颱風，臺灣中央氣象局亦在早上8時半把尼伯特降為中度颱風。由於尼伯特亦剛好移入副熱帶高壓脊西側與華南上空反氣旋之間的弱點位置，令尼伯特陷入鞍型氣壓場，尼伯特因而進一步減速至每小時10公里，按臺灣中央氣象局公佈，尼伯特在花東地區和南臺灣肆虐接近9小時，於下午2時半才由臺南市將軍區移入臺灣海峽。與其他北半球成熟颱風在引導氣流微弱時，單靠自身內力緩緩北上或向偏西北前進的情況相反，尼伯特在出海後緩慢西移、甚至接近停滯不前，臺灣中央氣象局、中國國家氣象中心和香港天文台的定位更顯示尼伯特再度往西南緩行。尼伯特亦因而未能擺脫臺灣中央山脈對其結構的破壞，尤以仍籠罩臺灣本島的東面環流為甚，其中心亦有跡象出現高低層分離；惟獨西南面環流獲西南季風帶來充足水汽支援，對流才不至殆盡。中國國家氣象中心在晚上11時10分把尼伯特降為颱風，香港天文台至翌日（7月9日）凌晨12時半亦作出此項降格。
雖然臺灣海峽上空的垂直風切變微弱，但是尼伯特的高低層分裂情況仍快速惡化，中心密集雲團到9日早上已徹底崩解，高層中心連帶深層對流已向西北飄至中國福建省，可是低層環流中心仍在臺灣海峽上空，緩步向西北偏北移動，且變得徹底暴露。臺灣中央氣象局在凌晨5時半把尼伯特降為輕度颱風，日本氣象廳、中國國家氣象中心和香港天文台亦接連在早上8時45分、上午9時10分和9時半把尼伯特降為強烈熱帶風暴。中國國家氣象中心隨後表示，尼伯特於下午1時45分在福建省泉州石獅市登陸。陸地摩擦力導致尼伯特強度持續快速下滑，臺灣中央氣象局在下午2時半更率先把尼伯特降為熱帶性低氣壓，日本氣象廳亦在晚上8時45分跟隨；但香港天文台要到下午6時半才把尼伯特降級為熱帶風暴、翌晨（7月10日）6時15分再進一步把尼伯特降為熱帶低氣壓，此時尼伯特已只餘下淺薄的對流雲系。之後尼伯特恢復西北移路線，深入內陸，其低層環流中心隨之變得難以辨認，中國國家氣象中心在下午2時半對尼伯特停止編號，香港天文台也在下午3時15分把尼伯特降為低壓區。而各官方部門和數值預報模式對尼伯特於中國東南部內陸轉向和移出黃海的預測最終沒有實現，香港天文台和日本氣象廳在7月11日凌晨2時和3時分別更新的等壓線天氣圖均顯示尼伯特減弱消散；可是尼伯特的殘餘雲帶和引入的活躍西南氣流令華南、臺灣、南海和菲律賓天氣仍然不穩定。

## 影響

### 臺灣
當地發布之颱風警報：海上陸上颱風警報
| 彭佳嶼 · 17.1 m/s板橋 · －鞍部 · 10.4 m/s竹子湖 · 5 m/s淡水 · 5.7 m/s基隆 · 7.1 m/s臺北 · 7.4 m/s新屋 · －新竹 · 7.7 m/s宜蘭 · 8.9 m/s蘇澳 · 11.5 m/s花蓮 · 9.8 m/s成功（新港） · 16.1 m/s臺東 · 25.3 m/s大武 · 14.4 m/s蘭嶼 · 42.7 m/s臺中 · 4.2 m/s梧棲 · 10.8 m/s日月潭 · 4.7 m/s阿里山 · 6.5 m/s嘉義 · 7.4 m/s玉山 · 20.6 m/s臺南 · 12.8 m/s高雄 · 15.4 m/s恆春 · 10.9 m/s澎湖 · 11.9 m/s東吉島 · 22.6 m/s金門 · 10.8 m/s馬祖 · 10.4 m/s 中華民國交通部中央氣象署署屬氣象測站測得最大持續風力。圖例： · 無數據 · 測得5級風或以下 · 測得6至7級風 · 測得8至9級風 · 測得10至11級風 · 測得12至15級風 | 彭佳嶼 · 27.9 m/s板橋 · －鞍部 · 28.4 m/s竹子湖 · 16.6 m/s淡水 · 18.2 m/s基隆 · 19.2 m/s臺北 · 19.1 m/s新屋 · －新竹 · 20.6 m/s宜蘭 · 19.8 m/s蘇澳 · 23.3 m/s花蓮 · 17.7 m/s成功（新港） · 36.4 m/s臺東 · 57.2 m/s大武 · 41.3 m/s蘭嶼 · 71.3 m/s臺中 · 11.1 m/s梧棲 · 22.5 m/s日月潭 · 13.3 m/s阿里山 · 20.9 m/s嘉義 · 17.7 m/s玉山 · 39.3 m/s臺南 · 27 m/s高雄 · 34.3 m/s恆春 · 26.1 m/s澎湖 · 26.1 m/s東吉島 · 35.3 m/s金門 · 16.5 m/s馬祖 · 19.7 m/s 中華民國交通部中央氣象署署屬氣象測站測得最大陣風。圖例： · 無數據 · 測得6至7級風 · 測得8至9級風 · 測得10至11級風 · 測得12至15級風 · 測得16級風或以上 · 備註：臺東測站自1901年設置以來最大陣風紀錄 |

| 氣象測站 | 持續風力                | 持續風力          | 持續風力   | 持續風力   | 陣風                      | 陣風              | 陣風       | 陣風       | 備註                                                                                   |
| 氣象測站 | 發生時間                | 風暴名稱          | 風速 (m/s) | 蒲福氏風級 | 發生時間                  | 風暴名稱          | 風速 (m/s) | 蒲福氏風級 | 備註                                                                                   |
| -------- | ----------------------- | ----------------- | ---------- | ---------- | ------------------------- | ----------------- | ---------- | ---------- | -------------------------------------------------------------------------------------- |
| 臺北     | 1962年8月               | 歐珀 (Opal)       | 33         | 12級       | 1962年8月                 | 歐珀 (Opal)       | 49.1       | 15級       |                                                                                        |
| 澎湖     | 1949年9月               | 尼利 (Nelly)      | 37         | 13級       | 1986年8月                 | 韋恩 (Wayne)      | 68         | >17級      |                                                                                        |
| 恆春     | 1953年8月               | 莉泰 (Rita)       | 36         | 12級       | 2016年9月                 | 莫蘭蒂 (Meranti)  | 52.2       | 16級       |                                                                                        |
| 臺中     | 1969年9月               | 艾爾西 (Elsie)    | 21.7       | 9級        | 1969年9月                 | 艾爾西 (Elsie)    | 39         | 13級       |                                                                                        |
| 臺南     | 1952年11月              | 貝絲 (Bess)       | 31         | 11級       | 1987年9月                 | 傑魯得 (Gerald)   | 45.6       | 14級       |                                                                                        |
| 臺東     | 1965年6月               | 黛納 (Dinah)      | 43         | 14級       | 2016年7月8日上午4時36分   | 尼伯特 (Nepartak) | 57.2       | 17級       | 自1901年建站以來最大陣風紀錄                                                           |
| 花蓮     | 2005年10月2日上午5時8分 | 龍王 (Longwang)   | 45.2       | 14級       | 2005年10月2日上午5時12分  | 龍王 (Longwang)   | 64.9       | >17級      | 自1948年有觀測紀錄以來最大持續風力及最大陣風                                           |
| 高雄     | 1962年10月              | 黛納 (Dinah)      | 35.3       | 12級       | 1977年7月24日             | 賽洛瑪 (Thelma)   | 53         | 16級       | 此測站為屬署高雄氣象站，並非代表全高雄的測站，因此高雄測站測得最大陣風仍為賽洛瑪颱風。 |
| 鞍部     | 1971年7月               | 娜定 (Nadine)     | 43         | 14級       | 2015年9月28日下午5時23分  | 杜鵑 (Dujuan)     | 54.5       | 16級       | 自1937年建站以來最大陣風紀錄                                                           |
| 竹子湖   | 1977年7月               | 薇拉 (Vera)       | 42         | 14級       | 1985年8月                 | 尼爾森 (Nelson)   | 66         | >17級      |                                                                                        |
| 阿里山   | 1952年11月              | 貝絲 (Bess)       | 27.5       | 9級        | 2006年7月25日上午0時31分  | 凱米 (Kaemi)      | 38.1       | 13級       |                                                                                        |
| 日月潭   | 1956年9月               | 黛納 (Dinah)      | 25         | 10級       | 1986年8月                 | 韋恩 (Wayne)      | 54         | 16級       |                                                                                        |
| 玉山     | 1971年7月               | 娜定 (Nadine)     | 40         | 13級       | 2006年7月25日上午1時15分  | 凱米 (Kaemi)      | 51.5       | 16級       |                                                                                        |
| 彭佳嶼   | 1966年9月               | 寇拉 (Cora)       | 62.7       | >17級      | 1966年9月                 | 寇拉 (Cora)       | 80         | >17級      |                                                                                        |
| 宜蘭     | 1962年8月               | 歐珀 (Opal)       | 50.7       | 15級       | 1962年8月                 | 歐珀 (Opal)       | 66         | >17級      |                                                                                        |
| 新竹     | 1961年9月               | 波密拉 (Pamela)   | 33.4       | 12級       | 1961年9月                 | 波密拉 (Pamela)   | 42.7       | 14級       | 1991年遷至竹北現址                                                                     |
| 大武     | 1962年10月              | 黛納 (Dinah)      | 31.3       | 11級       | 2012年8月24日上午4時19分  | 天秤 (Tembin)     | 59.1       | 17級       |                                                                                        |
| 成功     | 2000年8月22下午10時47分 | 碧利斯 (Bilis)    | 52.3       | 16級       | 2000年8月22日下午10時41分 | 碧利斯 (Bilis)    | 78.4       | >17級      |                                                                                        |
| 蘭嶼     | 1961年5月               | 貝蒂 (Betty)      | 74.7       | >17級      | 2023年10月                | 小犬 (Koinu)      | 95.2       | >17級      |                                                                                        |
| 淡水     | 1961年9月               | 波密拉 (Pamela)   | 36.7       | 12級       | 1971年7月                 | 娜定 (Nadine)     | 46.9       | 15級       |                                                                                        |
| 基隆     | 1959年8月               | 瓊安 (Joan)       | 43         | 14級       | 1971年9月                 | 貝絲 (Bess)       | 67         | >17級      |                                                                                        |
| 東吉島   | 1986年8月               | 韋恩 (Wayne)      | 49.1       | 15級       | 1987年9月                 | 傑魯得 (Gerald)   | 70         | >17級      | 1962年建站                                                                             |
| 嘉義     | 1986年8月               | 韋恩 (Wayne)      | 27.5       | 10級       | 1986年8月                 | 韋恩 (Wayne)      | 42.7       | 14級       | 1968年建站                                                                             |
| 梧棲     | 1986年9月               | 艾貝 (Abby)       | 33         | 12級       | 2016年9月27日             | 梅姬 (Megi)       | 57.2       | 17級       | 1976年建站                                                                             |
| 蘇澳     | 1994年9月               | 葛拉絲 (Gladys)   | 40.2       | 13級       | 1994年9月                 | 葛拉絲 (Gladys)   | 68.6       | >17級      | 1981年建站                                                                             |
| 板橋     | 2015年8月8日上午3時23分 | 蘇迪勒 (Soudelor) | 19         | 8級        | 2015年8月8日上午3時19分   | 蘇迪勒 (Soudelor) | 36.7       | 12級       | 2002年建站                                                                             |
| 馬祖     | 2005年9月1日上午10時9分 | 泰利 (Talim)      | 24         | 9級        | 2015年8月8日下午2時16分   | 蘇迪勒 (Soudelor) | 48.9       | 15級       | 2003年建站                                                                             |
| 金門     | 2016年9月15日凌晨3時4分 | 莫蘭蒂 (Meranti)  | 42.2       | 14級       | 2016年9月15日凌晨2時57分  | 莫蘭蒂 (Meranti)  | 61.7       | >17級      | 2004年建站                                                                             |
| 新屋     | 2015年8月8日上午5時6分  | 蘇迪勒 (Soudelor) | 29.7       | 11級       | 2015年8月8日上午5時3分    | 蘇迪勒 (Soudelor) | 47         | 15級       | 2013年建站                                                                             |
| 田中     | 2024年7月25日下午6時分  | 凱米 (Gaemi)      | 9.6        | 5級        | 2024年7月25日下午6時26分  | 凱米 (Gaemi)      | 23.7       | 9級        | 2020年建站                                                                             |
| 新北     | 2023年8月4日上午1時分   | 康芮(Kong-rey)    | 13.3       | 6級        | 2023年8月4日上午1時48分   | 康芮(Kong-rey)    | 34.7       | 12級       | 2023年建站                                                                             |

中華民國交通部中央氣象局於7月5日表示，預計尼伯特會進一步增強為強烈颱風，若路徑無明顯變化，將於翌日下午至傍晚發布年內首個颱風警報；此外該機構雖研判尼伯特將從臺灣東北部近海通過，但也不排除尼伯特會登陸臺灣本島，後來更因尼伯特採取較偏西路徑，直指臺灣而行，改為表示預期尼伯特在花蓮縣、宜蘭縣一帶登陸。隨著尼伯特持續急遽增強和高速逼近，對全臺構成重大威脅，中央氣象局於7月6日下午2時半，當尼伯特位於花蓮之東南約870公里時，對臺灣東北部及東南部海面、蘭嶼、綠島和巴士海峽發布海上颱風警報。氣象局表示考慮在當晚午夜前發布陸上颱風警報，研判尼伯特於8日下午將於花東地區一帶登陸；3小時後更表示預料提前在當晚8時半發布陸上颱風警報，與發布海上颱風警報時間僅相距6小時。在尼伯特外圍下沉氣流支配下，全臺灣天氣酷熱，台灣電力公司表示在下午1時45分，瞬間尖峰用電量達3556萬千瓦，創歷史新高。
因應尼伯特來勢洶洶，直逼東臺灣沿岸，氣象局在晚上8時半，當尼伯特位於花蓮之東南約700公里時，對臺東、花蓮地區、蘭嶼及綠島發布陸上颱風警報。翌晨尼伯特雖然強度稍降，但是威脅不減，氣象局在7月7日凌晨將海上和陸上警戒範圍分別擴大至臺灣附近各海域，和整個臺灣本島以至澎湖群島。當日上午受尼伯特的環流影響，東部地區沿岸掀起長浪，風勢顯著增強，天氣亦迅速轉壞。政府和民眾嚴陣以待並加緊完成防颱措施，花蓮、臺東各縣市下午陸續宣布停班停課，桃園石門水庫提前開閘排洪，稍早前遭豪雨侵襲而嚴重淹水的桃園機場也被放置大量沙包，以防再遭水淹；岸邊亦有海巡人員拉起封鎖線，防止民眾靠近岸邊，可是在七星潭有1人仍不理會海巡人員攔阻，強行越過封鎖線下水，結果遭大浪捲走罹難。當晚尼伯特的中心密集雲團和暴風圈已開始逐漸籠罩全臺，氣象局在晚上8時半起陸續對多個縣市發布豪雨特報，至翌日凌晨時已擴展到全臺。
經過一晚較波動的移動路徑後，尼伯特再次穩定向西北西移動，在7月8日清晨5時50分登陸臺東縣太麻里鄉。臺東縣刮起狂風，東部沿岸和南臺灣遭豪雨侵襲，臺東最大陣風到達破紀錄的每秒57.2公尺（17級陣風），4:30十分鐘平均風速也來到了25.3m/s，氣象站風力塔也因此遭吹毀, 街上滿目瘡痍，大量房屋、屋頂損壞，被吹至飛脫的招牌、巨型廣告牌散落在路面，不少汽車被吹翻，甚至連火車車廂也遭吹倒。尼伯特在臺灣造成3死142傷，單是臺東縣的損失已達20億元，是繼1965年颱風黛納之後最嚴重風災。受地形影響，尼伯特一度改向西南推進，繞過中央山脈，之後再因陷入副熱帶高壓脊西側之弱點位置，移動變得緩慢，結果尼伯特在花東地區和南臺灣肆虐足足9小時，才於下午2時半從臺南市將軍區出海，移入臺灣海峽。此後尼伯特在臺南與澎湖之間海域原地打轉，持續為南臺灣挾帶惡劣天氣，直至翌日（7月9日）午後尼伯特登陸福建泉州並逐漸遠離，花東地區和南臺灣風雨才逐步緩和。當尼伯特移至金門之東北約30公里，並減弱為熱帶性低氣壓時，氣象局在下午2時半解除所有颱風警報，並改發熱帶性低氣壓特報，維持至當晚亦告解除。

### 中國大陸
當地發出之最高颱風預警信號： 颱風橙色預警信號
由於尼伯特爆發增強為超強颱風，且以高速向華東推進，中國國家氣象中心在7月5日下午6時正發布颱風藍色預警信號，當時尼伯特集結在台北之東南約1640公里。國家氣象中心表示，預計尼伯特於7月7日晚間在臺灣東北部擦過或登陸，之後靠近閩浙沿海，可能於8日晚上在福建或浙江登陸，但亦不排除在華東對開海域北上之可能性。
隨著尼伯特加速逼近，國家氣象中心在7月6日早上6時正發佈颱風黃色預警信號，當時尼伯特位於臺灣花蓮之東南約1160公里。當局預計尼伯特登陆臺灣後雖會明显减弱，但将穿过臺灣海峡繼續向福建沿海靠近，并于8日傍晚到晚上登陆福建中部沿海。4小時後，因應尼伯特強度持續爆發，國家氣象中心在上午10時正發佈颱風橙色預警信號，当时尼伯特已移至花莲之东南约1060公里。尼伯特在7月8日掠過台灣並迅速而顯著減弱，於9日下午1時45分在泉州石狮再次登陸，而由於登陸前尼伯特已降至熱帶風暴級別，國家氣象中心在當日上午10時改發颱風黃色預警信號，至下午6時再改發颱風藍色預警信號。7月10日凌晨，尼伯特已在福建內陸減弱為熱帶低壓。隨著尼伯特進一步深入內陸和即將減弱消散，國家氣象中心在10日早上6時正解除所有颱風預警信號。

#### 福建
當地發出之最高颱風預警信號： 颱風黃色預警信號
尼伯特稳步向西北方向移动，預期在肆虐臺灣後將侵襲福建和浙江兩省。福建省气象台于7月6日上午9时10分发布台风蓝色预警信号，预计尼伯特将从7日开始影响福建海域，8日到9日是尼伯特对福建风雨影响最明显时段，可能降下300毫米至350毫米的特大暴雨。当局更指出，雖然尼伯特橫過臺灣时，受地形等因素影响强度将銳減，但是登陆福建时其强度仍有强热带风暴到台风级。福建省气象台于7月7日上午9時半發佈颱風黃色預警信號，预料尼伯特在9日早晨到上午登陆福建中北部沿海。

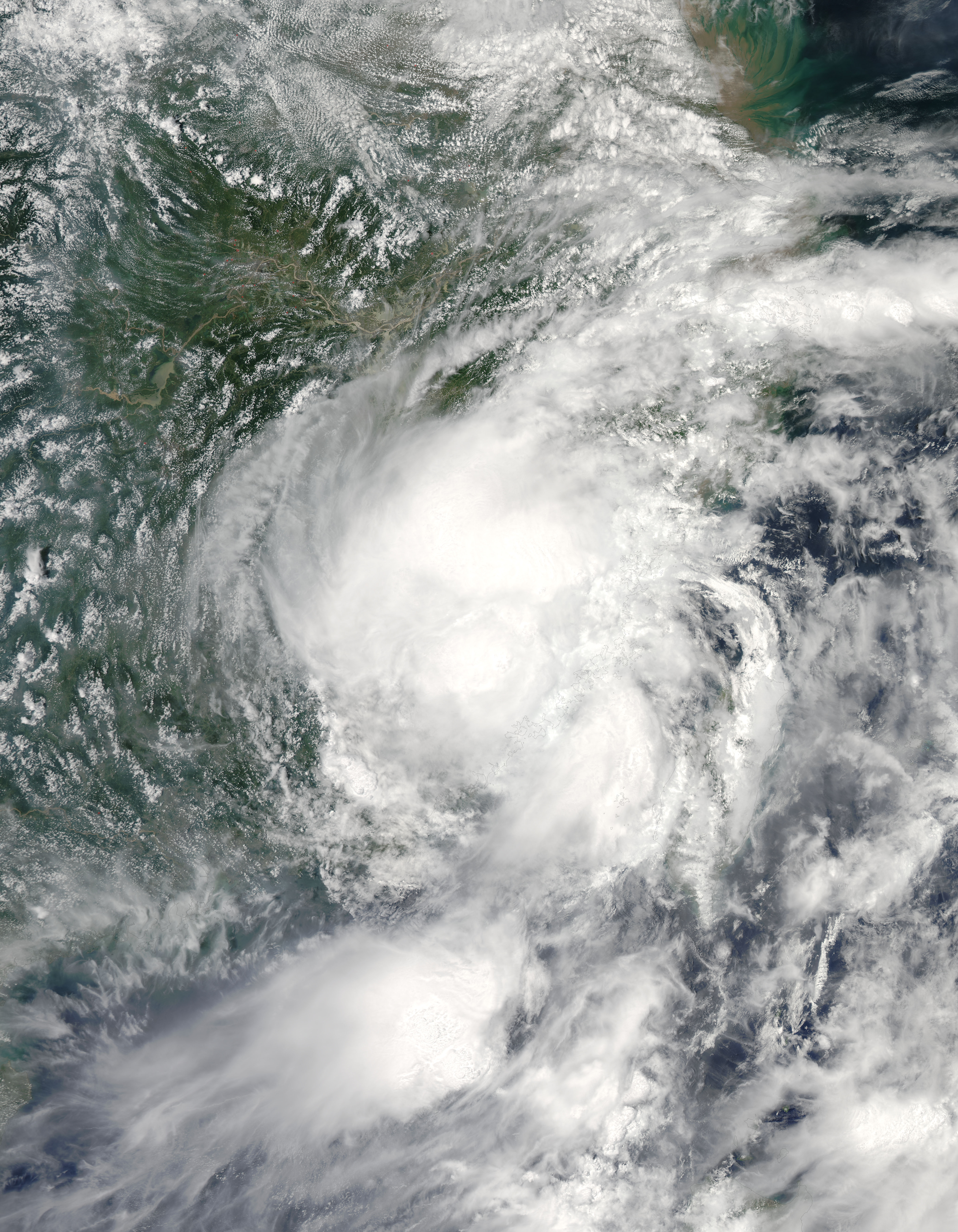
尼伯特在7月9日橫過臺灣海峽並即將登陸福建，系統出現高低層分裂。

尼伯特在7月8日肆虐台灣並迅速而顯著減弱，於9日下午1時45分在泉州石狮市再度登陸，福建沿岸刮起烈風程度旋風。受到尼伯特和地形因素的影响，福州市和莆田市出現特大暴雨，闽清县单日降水量更打破当地有气象观测以来的最高紀錄。豪雨引發強度罕見的山洪暴發和泥石流，造成福州全市83人死亡、19人失蹤，在福建全省造成99.89億人民幣的巨大损失，成为福建省经济损失最严重的风灾。中国大陆最大的古民居单体建筑闽清宏琳厝也在台风引发的洪水中被冲塌。
尼伯特吹襲期間，部份官員防災或救災不力，因而遭到問責。福州市官方在8月28日宣佈處罰13名官員和4个责任单位，其中原闽清县委副书记、代县长黄诗杨，原闽清县政府党组成员、副县长、县防汛指挥部常务副总指挥郑仕平，闽清县坂东镇党委书记林渊辉，以及坂东镇党委副书记、镇长詹巧英等，均被严重警告处分、调职甚至革職。

#### 浙江
7月7日上午浙江省气象局召开会议部署台风尼伯特气象服务工作，當地防汛形势严峻，原因是早前暴雨致使江河水库水位持续偏高，尤其是太湖流域，同時也導致山体土壤水分饱和，極易引致山洪暴發。当局预料8日晚間开始温台丽部分地区将出现大雨，9-11日全省下暴雨，浙南和东南沿海局部有大暴雨。

### 港澳兩地
尼伯特的環流沒有直接影響香港及澳門，但外圍下沉氣流帶來異常酷熱的天氣，與其他吹襲臺灣的熱帶氣旋類似。香港天文台在7月7日早上6時45分發出酷熱天氣警告，此後香港連續3日出現酷熱天氣，當中天文台總部在7月9日下午錄得最高氣溫攝氏35.6度，是繼前一年超強颱風蘇迪羅下沉氣流帶來破紀錄高溫後，天文台總部首次錄得36度高溫，亦是有紀錄以來首次連續兩年出現攝氏36度高溫；跑馬地自動氣象站在當日更升至平紀錄的攝氏37.9度。另外7月8日至9日香港境內空氣亦非常混濁，環保署在全港所有空氣監測站錄得的「空氣質素健康指數」在7月9日下午4時均達到最高的10+，是推出此指數取代舊有的「空氣污染指數」以來，第2次同一日內全港所有監測站均達嚴重水平，上一次亦是前一年帶來破紀錄高溫的蘇迪羅引發。至9日晚上，受高溫觸發的熱對流影響，香港廣泛地區有強烈雷雨帶發展並下大雨，天文台在晚上9時55分發出黃色暴雨警告信號，維持1小時15分鐘後於晚上11時10分取消，期間新界多處地區錄得超過30毫米雨量，與此同時天文台在晚上7時至11時錄得香港共有5876次雲對地閃電。而10日凌晨受另一股雨帶影響，香港西部地區雨勢頗大，離島區更在凌晨1時45分錄得一小時雨量達93毫米，但天文台並沒有再度發出暴雨警告信號，只是在凌晨1時35分發出「特別天氣提示」，指出大嶼山在凌晨12時半至1時半錄得超過70毫米雨量，可能嚴重水浸。
而澳門亦在7月8日至9日連續兩日的溫度指數達到「橙色酷熱」級別。氣象局總部所在的大潭山氣象站在7月8日錄得最高氣溫攝氏35.7度，而澳門外港碼頭測站連續兩日錄得超過37度高溫。另外7月9日氹仔及路環一般性監測站錄得之空氣質量指數亦超過100，空氣質量屬於「不良」水平。受高溫觸發的熱對流影響，境內廣泛地區在10日凌晨下起大雨，氣象局在凌晨2時08分發出暴雨警告信號，至3時50分取消。暴雨警告生效期間，大潭山氣象站錄到逾50毫米雨量；澳門半島、氹仔、路環在凌晨1時至3時錄得2小時總雨量分別為79、70及65毫米。

### 菲律賓
當地發出之最高風暴信號：二號風暴信號
由於尼伯特環流廣闊且強度持續急升，加上採取較預期偏西的路徑後，會對巴丹群島構成威脅，菲律賓大氣地球物理和天文服務管理局在7月6日上午11時正對該群島發出一號風暴信號，當時尼伯特集結在加拉鄢群島以東約860公里。雖然尼伯特移速甚快產生「半圓效應」，巴丹群島處於尼伯特左邊之「可航半圓」，風向與其前進方向抵銷而風速較低，但是隨著尼伯特逼近，該群島和呂宋北部仍受其環流和引進的西南季候風影響，風勢逐漸增強，天氣亦明顯轉差，間中有大雨，當局在7月7日上午11時正對巴丹群島發出二號風暴信號，當時尼伯特移至伊巴雅特島以東約235公里。隨著尼伯特登陸臺灣及轉趨減弱，烈風維持1日後逐步消退，當局在7月8日上午11時解除二號風暴信號，6小時後再於下午5時解除所有風暴信號；但巴丹群島和呂宋仍受大雨影響。

### 日本
尼伯特高速推進導致「半圓效應」產生，先島群島處於尼伯特右邊的「危險半圓」，風向與前進方向疊加令風勢大幅加強，而尼伯特的環流亦為當地帶來狂風大雨。日本氣象廳在7月6日晚上至8日凌晨發佈關於先島諸島的防災情報，石垣地方氣象台在7日晚上對石垣市、竹富町及與那國町發出強風注意報。

## 熱帶氣旋信號使用紀錄

### 臺灣
| 交通部中央氣象局 颱風警報 | 交通部中央氣象局 颱風警報 | 交通部中央氣象局 颱風警報 |
| ------------------------- | ------------------------- | ------------------------- |
| 上一熱帶氣旋              | 海上颱風警報              | 下一熱帶氣旋              |
| 強烈颱風杜鵑              | 海上颱風警報              | 強烈颱風莫蘭蒂            |
| 強烈颱風杜鵑              | 陸上颱風警報              | 強烈颱風莫蘭蒂            |
| 交通部中央氣象局 天氣特報 |                           |                           |
| 強烈颱風巨爵              | 熱帶性低氣壓特報          | 熱帶性低氣壓              |

### 中國大陸
| 國家氣象中心 颱風預警信號 | 國家氣象中心 颱風預警信號 | 國家氣象中心 颱風預警信號 |
| ------------------------- | ------------------------- | ------------------------- |
| 上一熱帶氣旋              | 颱風藍色預警信號          | 下一熱帶氣旋              |
| 熱帶低壓                  | 颱風藍色預警信號          | 強熱帶風暴銀河            |
| 強颱風彩虹                | 颱風黃色預警信號          | 颱風妮妲                  |
| 強颱風彩虹                | 颱風橙色預警信號          | 颱風妮妲                  |

### 菲律賓
| 菲律賓大氣地球物理和天文服務管理局 風暴信號 | 菲律賓大氣地球物理和天文服務管理局 風暴信號 | 菲律賓大氣地球物理和天文服務管理局 風暴信號 |
| ------------------------------------------- | ------------------------------------------- | ------------------------------------------- |
| 上一熱帶氣旋                                | 一號風暴信號                                | 下一熱帶氣旋                                |
| 熱帶低氣壓                                  | 一號風暴信號                                | 強烈熱帶風暴妮妲                            |
| 颱風茉莉                                    | 二號風暴信號                                | 強烈熱帶風暴妮妲                            |

## 釋義
1. ↑  「垂直風切變」是指比較一垂直高度中的風速及風向差。[9]由於強烈的垂直風切變會干擾對流，使熱帶氣旋的結構受破壞、甚至系統高低層分離，熱帶氣旋必須在垂直風切變較弱的環境才可順利發展。
2. ↑  「輻合」是指空氣匯聚的現象，其中又可分為「氣旋式輻合」和「切變式輻合」兩種：在地面，空氣在科氏力、氣壓梯度力、地形摩擦力以及離心力之共同作用下，以逆時針通過等壓線，呈螺旋式向低壓中心推進，形成風。若低壓中心有閉合等壓線（例如熱帶氣旋），則因角動量守恆，離心力加大，而進一步平衡氣壓梯度力，於是產生旋風。同時空氣被迫抬升，空氣上升後地面氣壓便會進一步下降，此即「氣旋式輻合」。而「切變式輻合」則是兩種不同風向的氣流輻合，而使空氣因壓迫抬升，這種切變式的輻合通常出現於鋒面或低壓槽處，兩種輻合的分別只是氣旋式的風向變化比較不明顯。[10][11]
3. ↑  「輻散」是指空氣由一個中心向四周散開，通常只有氣旋式輻散，形成原因和輻合的機制相若，只是一般是在高壓系統發生。高空也能有高壓，所以高空也能有輻散，高空輻散足夠又有水氣時就可能降雨，形成原因和輻合相若。[10][11]
4. ↑  當有2種以上全球預報模式表示某低壓區將於未來48小時內發展為熱帶氣旋，聯合颱風警報中心則將該系統之熱帶氣旋形成機會評級為「低」。除非環境異常優良，否則該系統在24小時內發展為熱帶氣旋的機會甚微。[12]
5. ↑  當有3種以上全球預報模式表示一低壓區將於未來48小時內發展為熱帶氣旋，聯合颱風警報中心則將該系統之熱帶氣旋形成機會評級為「中」。一般而言，即使發展機會增大，系統過了24小時之後發展成熱帶氣旋的機會才較高；但如果環境良好，系統亦可以在24小時內形成熱帶氣旋。[12]
6. ↑  當有3種以上全球預報模式表示一低壓區將於未來24小時內發展為熱帶氣旋，聯合颱風警報中心則將該系統之熱帶氣旋形成機會評級為「高」，並同步發出熱帶氣旋形成警報。[12]
7. ↑  作為世界氣象組織指定的西北太平洋區域專責氣象中心，日本氣象廳負責西北太平洋區域內（包括南海、東海）的熱帶氣旋正式編號與命名工作：每當該機構把一個熱帶低氣壓升為熱帶風暴時，該機構亦會依照在世界氣象組織颱風委員會上通過的名稱表作出命名，同時給予4位數字的國際編號。前兩位為當年公元紀年最後兩位數（2016），後兩位代表尼伯特是當年被日本氣象廳第1個升為熱帶風暴的熱帶氣旋。
8. ↑  聯合颱風警報中心會為所有於其責任範圍內被該部門評定為熱帶氣旋的系統作出編號，由兩位數及一個英文字母組成。英文字母表示該熱帶氣旋形成的區域，西北太平洋（包括南海、東海）以W表示；而兩位數字則指熱帶氣旋於當年在英文字母所表示的區域內形成次序，換言之「02W」即指尼伯特是年內第2個於西北太平洋區域內形成的熱帶氣旋。此編號系統每年重新開始。
9. ↑  「中心密集雲團」是達強烈熱帶風暴級別之熱帶氣旋所擁有的一種特徵，在衛星雲圖上所見為一渾圓，集中及具有組織的密集雲區在中心附近旋轉，通常為積雨雲或塔狀積雲，會引致中心附近有雷暴發生。中心密集雲層區之下應有相當明顯而成熟的螺旋雲帶，同時伸展到雲帶之外；當熱帶氣旋進一步增強至颱風程度時，風眼也會開始在此處的中心區域形成。[21]
10. ↑  「雲捲風眼」是熱帶氣旋中心當中，由螺旋雲帶旋捲成之缺乏組織的眼牆，結構看來較不佳。此現象以發生在熱帶氣旋環流中吹西北風象限內者較為普遍，其維持時間隨當時形成熱帶氣旋的氣象環流條件不同而異，出現時間或長或短。[22][23]
11. ↑  「自由過山」是熱帶氣旋穿越台灣中央山脈中，以整體越過中央山脈的形式。若此颱風移動路徑與中央山脈長軸方向間的夾角稱之為β角，其角度為70°≦β≦110°，則容易產生自由過山的情形。若颱風氣流方向與中央山脈長軸方向所夾的角度稱為α角，若α≦70°，亦較可能出現自由過山。預報員會先以β角進行判斷，再以α角輔助。[39]
12. ↑  臺灣中央氣象局研判颱風的7級風（每小時52公里以上）暴風範圍可能侵襲臺澎金馬地區100公里內海域之前24小時，應即發布「海上颱風警報」，將可能受侵襲之各海域列入警戒區域，以後每隔3小時發布一張警報單，必要時得加發。[64]
13. ↑  臺灣中央氣象局研判颱風的7級風（每小時52公里以上）暴風範圍可能侵襲臺澎金馬陸地之前18小時，應即發布「陸上颱風警報」，並與「海上颱風警報」同時發布，將可能受侵襲之處列入警戒區域，以後每隔3小時發布一張警報單，必要時得加發。[64]

## 外部連結

### 最佳路徑
- （日語）日本氣象廳：1601最佳路徑數據 （页面存档备份，存于）、2016年熱帶氣旋最佳路徑（數據 （页面存档备份，存于）、路徑圖 （页面存档备份，存于））
- （英文）美國聯合颱風警報中心：02W最佳路徑數據 （页面存档备份，存于）、超級颱風尼伯特最佳路徑圖
- （繁體中文）中華民國交通部中央氣象局：侵臺颱風資料庫——、尼伯特最佳路徑圖、2016年氣象年報及觀測年報（有待公佈）
- （繁體中文）香港天文台：2016年7月熱帶氣旋概述 （页面存档备份，存于）、《天文台網誌：預報「尼伯特」》、《2016熱帶氣旋年刊》（網頁版有待公佈）
- （英文）菲律賓大氣地球物理和天文管理局：2016年熱帶氣旋路徑年報（有待公佈）
- （泰文）泰國地球物理暨氣象部門：2016年熱帶氣旋路徑 （页面存档备份，存于）

### 颱風資訊
- （英文）美國海軍研究實驗室：02W檔案 （页面存档备份，存于）
- （繁體中文）中華民國交通部中央氣象局：侵臺颱風資料庫——、追風計畫聯合新聞稿
- （繁體中文）中華民國台灣颱風洪水研究中心：颱風路徑預報為何百家爭鳴?
- （繁體中文）國立臺灣大學海洋研究所：海氣象即時傳輸浮標——颱風尼伯特 （页面存档备份，存于）
- （繁體中文）香港天文台：實時天氣稿（7月4日 （页面存档备份，存于）－5日 （页面存档备份，存于）－6日 （页面存档备份，存于）－7日 （页面存档备份，存于）－8日 （页面存档备份，存于）－9日 （页面存档备份，存于）－10日 （页面存档备份，存于））、天文台網誌——預報「尼伯特」 （页面存档备份，存于）

### 災情相關
- （英文）紅十字會與紅新月會國際聯合會：紅十字會準備好應變超級颱風所挾帶的強降雨 （页面存档备份，存于）、紅十字會志工協助清理街道 （页面存档备份，存于）
- （繁體中文）中華民國經濟部水利署：強颱「尼伯特」近逼　水利署啟動全面聯防
- （繁體中文）中時電子報：尼伯特肆虐台東 市區慘樣讓網友哭：回不去了！ （页面存档备份，存于）、颱風尼伯特登陸 台東滿目瘡痍 （页面存档备份，存于）、尼伯特襲陸 福建受災轉移42萬人 （页面存档备份，存于）、台灣擋也沒用 尼伯特致福建69死經濟損失近百億 （页面存档备份，存于）
- （繁體中文）蘋果日報：台東香蘭風災戶　紅十字會發放萬元慰問金 （页面存档备份，存于）、慈濟賑災台東　發放災戶1至3萬元祝福金 （页面存档备份，存于）
- （繁體中文）慈濟基金會：尼伯特風災關懷行動
- （简体中文）新浪新闻中心：超强台风尼伯特登陆台湾 为登陆我国最强初台 （页面存档备份，存于）
- （简体中文）中國新聞社：福建红十字会应对尼伯特下拨76.6万元首批救灾物资 （页面存档备份，存于）